# Yūto Nagatomo
Yūto Nagatomo (長友 佑都?, Nagatomo Yūto; Saijō, 12 settembre 1986) è un calciatore giapponese, difensore o centrocampista dell'FC Tokyo e della nazionale giapponese. Con la nazionale giapponese è diventato campione d'Asia nel 2011 e vicecampione d'Asia nel 2019.

## Biografia
Laureato in economia politica all'Università Meiji di Tokyo, è solito festeggiare i gol da lui realizzati con un inchino, gesto tipico della cultura nipponica.
Dal 2017 è sposato con l'attrice Airi Taira, dalla quale ha avuto quattro figli maschi, nati nel 2018, 2019, 2021 e 2023.
Nel 2015 ha inaugurato a Yokohama la sua scuola di calcio per giovanissimi Yuto Nagatomo Football Academy. Gli è stato dedicato un asteroide, 158241 Yutonagatomo.

## Caratteristiche tecniche
Giocatore di fisico minuto ma compatto, si è distinto per la grande velocità sulla fascia con la palla al piede, per i precisi cross verso il centro area o anche arretrati verso fuori area, per la capacità di sacrificarsi e per le buone doti tecniche che gli hanno consentito di muoversi in velocità sia negli spazi stretti che in quelli larghi. Altra caratteristica importante è la duttilità, grazie alla quale ha potuto essere impiegato come terzino sinistro (il suo ruolo principale) o destro, esterno di centrocampo e più raramente come difensore centrale, posizione in cui ha sopperito alla sua scarsa altezza con una sorprendente elevazione dovuta alla possente muscolatura.
Ha dimostrato intelligenza tattica in fase di spinta nello scegliere i tempi adatti ad attaccare la linea di fuorigioco della difesa avversaria, mentre in fase difensiva è stato talvolta protagonista di clamorosi errori. Terzino ambidestro e dotato dal punto di vista atletico, in un'intervista ha attribuito la sua grande resistenza fisica al consumo di umeboshi (prugne marinate in salamoia e ricche di acido citrico). Si è segnalato per la serietà professionale e per l'impegno negli allenamenti e in gara, diventando inoltre un beniamino dei compagni per la sua disponibilità e allegria, oltre che ad essere benvoluto da dirigenza e tifosi per la sua grande professionalità.

## Carriera

### Club

#### Esordi
Inizia a giocare in patria, a Fukuoka, per la squadra della scuola superiore di Higashi Fukuoka prima di trasferirsi alla squadra dell'Università Meiji di Tokyo, l'ateneo in cui si laurea in Economia politica. Nel 2008 passa all'FC Tokyo, in marzo esordisce in prima squadra nella J1 League, il massimo campionato giapponese, e si mette ben presto in luce, in maggio debutta in Nazionale maggiore e partecipa subito dopo ai Giochi di Pechino con la Nazionale olimpica. Nel 2009 viene inserito nella squadra ideale della J1 League e quello stesso anno vince con il club la Coppa Yamazaki Nabisco. Lascia l'FC Tokyo dopo quattro stagioni e aver collezionato complessivamente 81 presenze e 6 reti.

#### Cesena
Nell'estate del 2010 il club giapponese lo cede in prestito con diritto di riscatto al Cesena, con il quale esordisce in Serie A il 28 agosto nello 0-0 contro la Roma. Nella sessione invernale del calciomercato, Nagatomo viene prima riscattato dal Cesena e quindi ceduto in prestito all'Inter in cambio del prestito di Santon, diventando il primo nipponico nella storia del club nerazzurro. Chiude l'esperienza con i romagnoli dopo aver disputato 16 partite di campionato e aver fornito un assist.

#### Inter

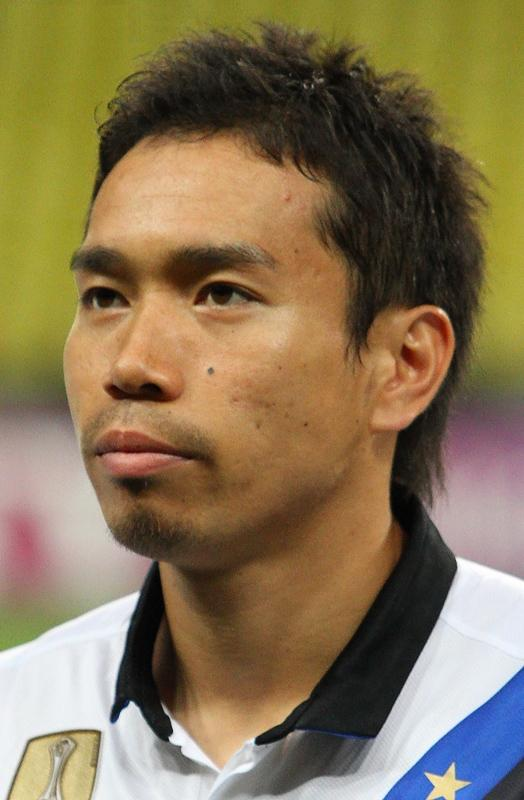
Nagatomo nel 2011 con la maglia dell'Inter

Arriva all'Inter all'indomani delle brillanti prestazioni offerte durante la trionfale Coppa d'Asia 2011, voluto dall'allenatore Leonardo. Debutta il 6 febbraio 2011 nel secondo tempo dell'incontro vinto in casa 5-3 contro la Roma e il successivo 6 marzo segna il primo gol in Italia nel 5-2 contro il Genoa. I rossoblu diventano il suo «bersaglio» preferito e segnerà loro nelle stagioni successive in altre due occasioni, contribuendo in entrambe le circostanze alla vittoria della propria squadra.
Qualche giorno dopo il primo gol in campionato esordisce in Champions League negli ultimi minuti della vittoria esterna per 3-2 contro il Bayern Monaco. La sua prima annata si chiude con la conquista della Coppa Italia 2010-2011 nella vittoriosa finale contro il Palermo. Il 30 giugno l'Inter riscatta il suo cartellino dal Cesena.
Nella stagione successiva diventa titolare fisso e lo resterà anche con gli allenatori Stramaccioni (2012-2013) e Mazzarri (2013-2014). Nell'agosto 2012 realizza la sua prima rete in campo europeo. Nel 2013 viene eletto miglior giocatore dell'Asia. La stagione 2013-2014 è la sua migliore in maglia nerazzurra, è il difensore più prolifico della Serie A con 5 gol (al pari del romanista Benatia) e il 22 dicembre 2013 indossa per la prima volta la fascia di capitano dell'Inter.
I risultati negativi di inizio stagione 2014-2015 portano all'esonero di Mazzarri nel novembre 2014 e il suo posto viene preso da Mancini. Nelle due stagioni con il tecnico di Jesi, Nagatomo trova sempre meno spazio e viene spesso relegato in panchina, una tendenza che prosegue nella successiva stagione di transizione. La situazione non cambia all'inizio della stagione 2017-2018 con l'arrivo di Spalletti, che lo utilizza a sprazzi. Desideroso di giocare per farsi trovare pronto ai Mondiali in Russia, durante la sessione invernale di mercato accetta le offerte del Galatasaray, il cui allenatore Fatih Terim ha espresso ammirazione nei suoi confronti. Chiude l'esperienza milanese con 210 partite, 11 gol e 18 assist tra campionato e coppe.

#### Galatasaray
Il 31 gennaio 2018 passa al Galatasaray in prestito oneroso fino al termine della stagione. Con i turchi trova il posto da titolare e si rilancia, già a marzo il club ne chiede all'Inter la cessione. Il Galatasaray vince il campionato arrivando a 75 punti, con 3 di vantaggio sul Fenerbahçe. A fine giugno viene reso noto che l'Inter lo cede a titolo definitivo per 2,5 milioni di euro alla società turca, con la quale Nagatomo firma un nuovo contratto biennale. Nella seconda stagione in Turchia, un problema ai legamenti lo costringe a una convalescenza di due mesi, e quando rientra nell'aprile 2019 sigla la sua prima rete in campionato per il Galatasaray. Quella stagione il club vince il campionato per il secondo anno consecutivo e si aggiudica anche Coppa di Turchia e la Supercoppa nazionale.

#### Olympique Marsiglia
Il 31 agosto 2020, dopo essersi svincolato dal Galatasaray, viene ingaggiato dall'Olympique Marsiglia. Il 20 settembre gioca la prima partita in Ligue 1 nel pareggio interno contro il Lilla, mentre l'esordio in Champions League con il club francese avviene il 25 novembre subentrando al 78º nell'incontro perso 2-0 in casa contro il Porto. Il 13 gennaio 2021 viene schierato dall'inizio nella Supercoppa francese persa 2-1 contro il Paris Saint-Germain a Lens.
A fine stagione rimane svincolato dal club francese.

#### Ritorno a Tokyo
Il 12 settembre 2021 fa ritorno all'FC Tokyo.
Nel luglio del 2023 è ambasciatore dell’Inter in Giappone durante la sua tournée.
Il 16 marzo 2024, dopo quasi 14 anni, torna al goal in J. League nella sfida di campionato contro l'Avispa Fukuoka: non segnava dal 15 maggio 2010, nell'incontro casalingo di J1 League contro lo Shimizu S-Pulse.

### Nazionale

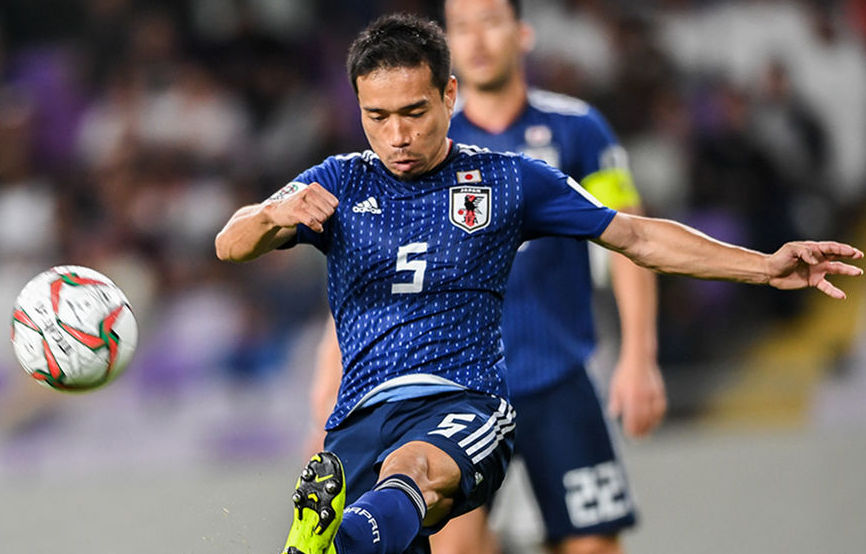
Nagatomo in azione durante la semifinale della Coppa d'Asia 2019 tra Iran e Giappone

Nel 2008 esordisce con la nazionale maggiore giapponese, diventa subito un titolare fisso e quello stesso anno partecipa con la selezione olimpica ai Giochi di Pechino. 
Nel 2010 disputa un ottimo Mondiale in Sudafrica, nel quale la squadra nipponica supera il primo turno e viene eliminata ai rigori dal Paraguay. Nel 2011 è protagonista del trionfo in Coppa d'Asia, fornendo a Tadanari Lee l'assist per il gol decisivo della finale. Il suo commissario tecnico Alberto Zaccheroni dichiara in quel periodo di considerarlo una delle colonne della squadra e pronto per il trasferimento in un grande club.
Anche al Mondiale del 2014 in Brasile è titolare della squadra, che non riesce però a superare il primo turno. Partecipa quindi alla Coppa d'Asia del 2015, in cui la nazionale viene eliminata ai quarti di finale dagli Emirati Arabi Uniti. Nel novembre 2017 diventa il 7º calciatore giapponese a raggiungere le 100 presenze in nazionale.
È di nuovo titolare al Mondiale del 2018 in Russia, dove il Giappone è una delle rivelazioni del torneo; dopo aver superato il primo turno, negli ottavi i Blue Samurai si trovano in vantaggio 2-0 a metà ripresa sul Belgio, una delle favorite della manifestazione, che rimonta e si aggiudica l'incontro per 3-2 con un gol all'ultimo minuto dei tempi di recupero. All'inizio del 2019 partecipa alla fase finale della Coppa d'Asia 2019, che vede il Giappone perdere 3-1 la finale contro il Qatar. 
Nel novembre 2022, Nagatomo è stato convocato nella rosa dei 26 giocatori per la Coppa del Mondo FIFA 2022, che per la nazionale giapponese si conclude allo stadio degli ottavi di finale, nei quali viene sconfitta ai rigori dalla Croazia.

## Statistiche

### Presenze e reti nei club
Statistiche aggiornate all'8 dicembre 2024.
| Stagione           | Squadra             | Campionato         | Campionato | Campionato | Coppe nazionali | Coppe nazionali | Coppe nazionali | Coppe europee | Coppe europee | Coppe europee | Altre coppe | Altre coppe | Altre coppe | Totale | Totale |
| Stagione           | Squadra             | Comp               | Pres       | Reti       | Comp            | Pres            | Reti            | Comp          | Pres          | Reti          | Comp        | Pres        | Reti        | Pres   | Reti   |
| ------------------ | ------------------- | ------------------ | ---------- | ---------- | --------------- | --------------- | --------------- | ------------- | ------------- | ------------- | ----------- | ----------- | ----------- | ------ | ------ |
| 2007               | FC Tokyo            | J1                 | 0          | 0          | CG+CdL          | 0+1             | 0               | -             | -             | -             | -           | -           | -           | 1      | 0      |
| 2008               | FC Tokyo            | J1                 | 29         | 3          | CG+CdL          | 3+3             | 0               | -             | -             | -             | -           | -           | -           | 35     | 3      |
| 2009               | FC Tokyo            | J1                 | 31         | 1          | CG+CdL          | 1+4             | 0+1             | -             | -             | -             | -           | -           | -           | 36     | 2      |
| 2010               | FC Tokyo            | J1                 | 12         | 1          | CG+CdL          | 0+1             | 0               | -             | -             | -             | -           | -           | -           | 13     | 1      |
| 2010-gen. 2011     | Cesena              | A                  | 16         | 0          | CI              | 0               | 0               | -             | -             | -             | -           | -           | -           | 16     | 0      |
| gen.-giu. 2011     | Inter               | A                  | 13         | 2          | CI              | 3               | 0               | UCL           | 3             | 0             | SI+SU+Cmc   | -           | -           | 19     | 2      |
| 2011-2012          | Inter               | A                  | 35         | 2          | CI              | 1               | 0               | UCL           | 7             | 0             | SI          | 0           | 0           | 43     | 2      |
| 2012-2013          | Inter               | A                  | 25         | 0          | CI              | 2               | 0               | UEL           | 8             | 2             | -           | -           | -           | 35     | 2      |
| 2013-2014          | Inter               | A                  | 34         | 5          | CI              | 2               | 0               | -             | -             | -             | -           | -           | -           | 36     | 5      |
| 2014-2015          | Inter               | A                  | 14         | 0          | CI              | 1               | 0               | UEL           | 3             | 0             | -           | -           | -           | 18     | 0      |
| 2015-2016          | Inter               | A                  | 22         | 0          | CI              | 4               | 0               | -             | -             | -             | -           | -           | -           | 26     | 0      |
| 2016-2017          | Inter               | A                  | 16         | 0          | CI              | 0               | 0               | UEL           | 4             | 0             | -           | -           | -           | 20     | 0      |
| 2017-gen. 2018     | Inter               | A                  | 11         | 0          | CI              | 2               | 0               | -             | -             | -             | -           | -           | -           | 13     | 0      |
| Totale Inter       | Totale Inter        | Totale Inter       | 170        | 9          |                 | 15              | 0               |               | 25            | 2             |             | 0           | 0           | 210    | 11     |
| gen.-giu. 2018     | Galatasaray         | SL                 | 15         | 0          | TK              | 1               | 0               | UEL           | -             | -             | -           | -           | -           | 16     | 0      |
| 2018-2019          | Galatasaray         | SL                 | 17         | 1          | TK              | 0               | 0               | UCL+UEL       | 5+2           | 0             | ST          | 1           | 0           | 25     | 1      |
| 2019-2020          | Galatasaray         | SL                 | 15         | 1          | TK              | 2               | 1               | UCL           | 6             | 0             | ST          | 1           | 0           | 24     | 2      |
| Totale Galatasaray | Totale Galatasaray  | Totale Galatasaray | 47         | 2          |                 | 3               | 1               |               | 13            | 0             |             | 2           | 0           | 65     | 3      |
| 2020-2021          | Olympique Marsiglia | L1                 | 25         | 0          | CF              | 1               | 0               | UCL           | 2             | 0             | SF          | 1           | 0           | 29     | 0      |
| set.-dic. 2021     | FC Tokyo            | J1                 | 10         | 0          | CG+CdL          | 0               | 0               | -             | -             | -             | -           | -           | -           | 10     | 0      |
| 2022               | FC Tokyo            | J1                 | 30         | 0          | CG+CdL          | 1+0             | 0               | -             | -             | -             | -           | -           | -           | 31     | 0      |
| 2023               | FC Tokyo            | J1                 | 29         | 0          | CG+CdL          | 2+6             | 0               | -             | -             | -             | -           | -           | -           | 37     | 0      |
| 2024               | FC Tokyo            | J1                 | 29         | 2          | CG+CdL          | 1+0             | 0               | -             | -             | -             | -           | -           | -           | 30     | 2      |
| Totale FC Tokyo    | Totale FC Tokyo     | Totale FC Tokyo    | 170        | 7          |                 | 23              | 1               |               | -             | -             |             | -           | -           | 193    | 8      |
| Totale carriera    | Totale carriera     | Totale carriera    | 428        | 18         |                 | 42              | 2               |               | 40            | 2             |             | 3           | 0           | 513    | 22     |

### Cronologia presenze e reti in nazionale
| Cronologia completa delle presenze e delle reti in nazionale ― Giappone | Cronologia completa delle presenze e delle reti in nazionale ― Giappone | Cronologia completa delle presenze e delle reti in nazionale ― Giappone | Cronologia completa delle presenze e delle reti in nazionale ― Giappone | Cronologia completa delle presenze e delle reti in nazionale ― Giappone | Cronologia completa delle presenze e delle reti in nazionale ― Giappone | Cronologia completa delle presenze e delle reti in nazionale ― Giappone | Cronologia completa delle presenze e delle reti in nazionale ― Giappone |
| Data                                                                    | Città                                                                   | In casa                                                                 | Risultato                                                               | Ospiti                                                                  | Competizione                                                            | Reti                                                                    | Note                                                                    |
| ----------------------------------------------------------------------- | ----------------------------------------------------------------------- | ----------------------------------------------------------------------- | ----------------------------------------------------------------------- | ----------------------------------------------------------------------- | ----------------------------------------------------------------------- | ----------------------------------------------------------------------- | ----------------------------------------------------------------------- |
| 24-5-2008                                                               | Tokyo                                                                   | Giappone                                                                | 1 – 0                                                                   | Costa d'Avorio                                                          | Amichevole                                                              | -                                                                       |                                                                         |
| 27-5-2008                                                               | Saitama                                                                 | Giappone                                                                | 0 – 0                                                                   | Paraguay                                                                | Amichevole                                                              | -                                                                       |                                                                         |
| 2-6-2008                                                                | Tokyo                                                                   | Giappone                                                                | 3 – 0                                                                   | Oman                                                                    | Qual. Mondiali 2010                                                     | -                                                                       | 83’                                                                     |
| 20-8-2008                                                               | Tokyo                                                                   | Giappone                                                                | 1 – 3                                                                   | Uruguay                                                                 | Amichevole                                                              | -                                                                       | 46’                                                                     |
| 9-10-2008                                                               | Tokyo                                                                   | Giappone                                                                | 1 – 1                                                                   | Emirati Arabi Uniti                                                     | Amichevole                                                              | -                                                                       |                                                                         |
| 13-11-2008                                                              | Tokyo                                                                   | Giappone                                                                | 3 – 1                                                                   | Siria                                                                   | Amichevole                                                              | 1                                                                       |                                                                         |
| 19-11-2008                                                              | Qatar                                                                   | Qatar                                                                   | 0 – 3                                                                   | Giappone                                                                | Qual. Mondiali 2010                                                     | -                                                                       |                                                                         |
| 28-1-2009                                                               | Riffa                                                                   | Bahrein                                                                 | 1 – 0                                                                   | Giappone                                                                | Amichevole                                                              | -                                                                       |                                                                         |
| 4-2-2009                                                                | Osaka                                                                   | Giappone                                                                | 5 – 1                                                                   | Finlandia                                                               | Amichevole                                                              | -                                                                       |                                                                         |
| 11-2-2009                                                               | Yokohama                                                                | Giappone                                                                | 0 – 0                                                                   | Australia                                                               | Qual. Mondiali 2010                                                     | -                                                                       |                                                                         |
| 28-3-2009                                                               | Saitama                                                                 | Giappone                                                                | 1 – 0                                                                   | Bahrein                                                                 | Qual. Mondiali 2010                                                     | -                                                                       |                                                                         |
| 31-5-2009                                                               | Tokyo                                                                   | Giappone                                                                | 4 – 0                                                                   | Belgio                                                                  | Amichevole                                                              | 1                                                                       |                                                                         |
| 6-6-2009                                                                | Tashkent                                                                | Uzbekistan                                                              | 0 – 1                                                                   | Giappone                                                                | Qual. Mondiali 2010                                                     | -                                                                       | 37’                                                                     |
| 17-6-2009                                                               | Sydney                                                                  | Australia                                                               | 2 – 1                                                                   | Giappone                                                                | Qual. Mondiali 2010                                                     | -                                                                       |                                                                         |
| 5-9-2009                                                                | Enschede                                                                | Paesi Bassi                                                             | 3 – 0                                                                   | Giappone                                                                | Amichevole                                                              | -                                                                       |                                                                         |
| 9-9-2009                                                                | Utrecht                                                                 | Giappone                                                                | 4 – 3                                                                   | Ghana                                                                   | Amichevole                                                              | -                                                                       | 29’                                                                     |
| 8-10-2009                                                               | Shizuoka                                                                | Giappone                                                                | 6 – 0                                                                   | Hong Kong                                                               | Qual. Coppa d'Asia 2011                                                 | 1                                                                       |                                                                         |
| 14-10-2009                                                              | Rifu                                                                    | Giappone                                                                | 5 – 0                                                                   | Togo                                                                    | Kirin Cup                                                               | -                                                                       |                                                                         |
| 2-2-2010                                                                | Ōita                                                                    | Giappone                                                                | 0 – 0                                                                   | Venezuela                                                               | Kirin Cup                                                               | -                                                                       |                                                                         |
| 6-2-2010                                                                | Tokyo                                                                   | Giappone                                                                | 0 – 0                                                                   | Cina                                                                    | Coppa dell'Asia orientale                                               | -                                                                       |                                                                         |
| 14-2-2010                                                               | Tokyo                                                                   | Giappone                                                                | 1 – 3                                                                   | Corea del Sud                                                           | Coppa dell'Asia orientale                                               | -                                                                       |                                                                         |
| 3-3-2010                                                                | Toyota                                                                  | Giappone                                                                | 2 – 0                                                                   | Bahrein                                                                 | Qual. Coppa d'Asia 2011                                                 | -                                                                       |                                                                         |
| 7-4-2010                                                                | Osaka                                                                   | Giappone                                                                | 0 – 3                                                                   | Serbia                                                                  | Kirin Cup                                                               | -                                                                       |                                                                         |
| 24-5-2010                                                               | Saitama                                                                 | Giappone                                                                | 0 – 2                                                                   | Corea del Sud                                                           | Kirin Cup                                                               | -                                                                       |                                                                         |
| 30-5-2010                                                               | Graz                                                                    | Giappone                                                                | 1 – 2                                                                   | Inghilterra                                                             | Amichevole                                                              | -                                                                       |                                                                         |
| 4-6-2010                                                                | Sion                                                                    | Giappone                                                                | 0 – 2                                                                   | Costa d'Avorio                                                          | Amichevole                                                              | -                                                                       |                                                                         |
| 14-6-2010                                                               | Bloemfontein                                                            | Giappone                                                                | 1 – 0                                                                   | Camerun                                                                 | Mondiali 2010 - 1º turno                                                | -                                                                       |                                                                         |
| 19-6-2010                                                               | Durban                                                                  | Paesi Bassi                                                             | 1 – 0                                                                   | Giappone                                                                | Mondiali 2010 - 1º turno                                                | -                                                                       |                                                                         |
| 24-6-2010                                                               | Rustenburg                                                              | Danimarca                                                               | 1 – 3                                                                   | Giappone                                                                | Mondiali 2010 - 1º turno                                                | -                                                                       | 26’                                                                     |
| 29-6-2010                                                               | Pretoria                                                                | Paraguay                                                                | 0 – 0 dts (5 – 3 dtr)                                                   | Giappone                                                                | Mondiali 2010 - Ottavi di finale                                        | -                                                                       | 72’                                                                     |
| 4-9-2010                                                                | Yokohama                                                                | Giappone                                                                | 1 – 0                                                                   | Paraguay                                                                | Amichevole                                                              | -                                                                       |                                                                         |
| 7-9-2010                                                                | Osaka                                                                   | Giappone                                                                | 2 – 1                                                                   | Guatemala                                                               | Amichevole                                                              | -                                                                       | 46’                                                                     |
| 8-10-2010                                                               | Saitama                                                                 | Giappone                                                                | 1 – 0                                                                   | Argentina                                                               | Amichevole                                                              | -                                                                       |                                                                         |
| 12-10-2010                                                              | Seul                                                                    | Corea del Sud                                                           | 0 – 0                                                                   | Giappone                                                                | Amichevole                                                              | -                                                                       |                                                                         |
| 9-1-2011                                                                | Doha                                                                    | Giappone                                                                | 1 – 1                                                                   | Giordania                                                               | Coppa d'Asia 2011 - 1º turno                                            | -                                                                       |                                                                         |
| 13-1-2011                                                               | Doha                                                                    | Siria                                                                   | 1 – 2                                                                   | Giappone                                                                | Coppa d'Asia 2011 - 1º turno                                            | -                                                                       |                                                                         |
| 17-1-2011                                                               | Al Rayyan                                                               | Giappone                                                                | 5 – 0                                                                   | Arabia Saudita                                                          | Coppa d'Asia 2011 - 1º turno                                            | -                                                                       |                                                                         |
| 21-1-2011                                                               | Doha                                                                    | Giappone                                                                | 3 – 2                                                                   | Qatar                                                                   | Coppa d'Asia 2011 - Quarti di finale                                    | -                                                                       |                                                                         |
| 25-1-2011                                                               | Doha                                                                    | Giappone                                                                | 2 – 2 dts (3 – 0 dtr)                                                   | Corea del Sud                                                           | Coppa d'Asia 2011 - Semifinale                                          | -                                                                       | 84’                                                                     |
| 29-1-2011                                                               | Doha                                                                    | Australia                                                               | 0 – 1 dts                                                               | Giappone                                                                | Coppa d'Asia 2011 - Finale                                              | -                                                                       | 4º titolo                                                               |
| 1-6-2011                                                                | Niigata                                                                 | Giappone                                                                | 0 – 0                                                                   | Perù                                                                    | Kirin Cup                                                               | -                                                                       | 67’                                                                     |
| 7-6-2011                                                                | Yokohama                                                                | Giappone                                                                | 0 – 0                                                                   | Rep. Ceca                                                               | Kirin Cup                                                               | -                                                                       |                                                                         |
| 7-10-2011                                                               | Kōbe                                                                    | Giappone                                                                | 1 – 0                                                                   | Vietnam                                                                 | Amichevole                                                              | -                                                                       | 46’                                                                     |
| 11-10-2011                                                              | Osaka                                                                   | Giappone                                                                | 8 – 0                                                                   | Tagikistan                                                              | Qual. Mondiali 2014                                                     | -                                                                       |                                                                         |
| 29-2-2012                                                               | Toyota                                                                  | Giappone                                                                | 0 – 1                                                                   | Uzbekistan                                                              | Qual. Mondiali 2014                                                     | -                                                                       | 84’                                                                     |
| 23-5-2012                                                               | Fukuroi                                                                 | Giappone                                                                | 2 – 0                                                                   | Azerbaigian                                                             | Qual. Mondiali 2014                                                     | -                                                                       |                                                                         |
| 3-6-2012                                                                | Saitama                                                                 | Giappone                                                                | 3 – 0                                                                   | Oman                                                                    | Qual. Mondiali 2014                                                     | -                                                                       |                                                                         |
| 8-6-2012                                                                | Saitama                                                                 | Giappone                                                                | 6 – 0                                                                   | Giordania                                                               | Qual. Mondiali 2014                                                     | -                                                                       |                                                                         |
| 12-6-2012                                                               | Brisbane                                                                | Australia                                                               | 1 – 1                                                                   | Giappone                                                                | Qual. Mondiali 2014                                                     | -                                                                       |                                                                         |
| 15-8-2012                                                               | Sapporo                                                                 | Giappone                                                                | 1 – 1                                                                   | Venezuela                                                               | Amichevole                                                              | -                                                                       |                                                                         |
| 11-9-2012                                                               | Saitama                                                                 | Giappone                                                                | 1 – 0                                                                   | Iraq                                                                    | Qual. Mondiali 2014                                                     | -                                                                       |                                                                         |
| 12-10-2012                                                              | Saint-Denis                                                             | Francia                                                                 | 0 – 1                                                                   | Giappone                                                                | Amichevole                                                              | -                                                                       |                                                                         |
| 16-10-2012                                                              | Breslavia                                                               | Giappone                                                                | 0 – 4                                                                   | Brasile                                                                 | Amichevole                                                              | -                                                                       |                                                                         |
| 14-11-2012                                                              | Mascate                                                                 | Oman                                                                    | 1 – 2                                                                   | Giappone                                                                | Qual. Mondiali 2014                                                     | -                                                                       |                                                                         |
| 6-2-2013                                                                | Kōbe                                                                    | Giappone                                                                | 3 – 0                                                                   | Lettonia                                                                | Amichevole                                                              | -                                                                       |                                                                         |
| 30-5-2013                                                               | Toyota                                                                  | Giappone                                                                | 0 – 2                                                                   | Bulgaria                                                                | Kirin Cup                                                               | -                                                                       | 46’ 70’                                                                 |
| 4-6-2013                                                                | Saitama                                                                 | Giappone                                                                | 1 – 1                                                                   | Australia                                                               | Qual. Mondiali 2014                                                     | -                                                                       |                                                                         |
| 11-6-2013                                                               | Doha                                                                    | Iraq                                                                    | 0 – 1                                                                   | Giappone                                                                | Qual. Mondiali 2014                                                     | -                                                                       |                                                                         |
| 15-6-2013                                                               | Brasilia                                                                | Brasile                                                                 | 3 – 0                                                                   | Giappone                                                                | Conf. Cup 2013 - 1º turno                                               | -                                                                       |                                                                         |
| 19-6-2013                                                               | Recife                                                                  | Italia                                                                  | 4 – 3                                                                   | Giappone                                                                | Conf. Cup 2013 - 1º turno                                               | -                                                                       |                                                                         |
| 22-6-2013                                                               | Belo Horizonte                                                          | Giappone                                                                | 1 – 2                                                                   | Messico                                                                 | Conf. Cup 2013 - 1º turno                                               | -                                                                       | 77’                                                                     |
| 6-9-2013                                                                | Osaka                                                                   | Giappone                                                                | 3 – 0                                                                   | Guatemala                                                               | Amichevole                                                              | -                                                                       |                                                                         |
| 10-9-2013                                                               | Yokohama                                                                | Giappone                                                                | 3 – 1                                                                   | Ghana                                                                   | Amichevole                                                              | -                                                                       | 90+1’                                                                   |
| 11-10-2013                                                              | Novi Sad                                                                | Serbia                                                                  | 2 – 0                                                                   | Giappone                                                                | Amichevole                                                              | -                                                                       |                                                                         |
| 15-10-2013                                                              | Minsk                                                                   | Bielorussia                                                             | 1 – 0                                                                   | Giappone                                                                | Amichevole                                                              | -                                                                       | 61’                                                                     |
| 16-11-2013                                                              | Genk                                                                    | Paesi Bassi                                                             | 2 – 2                                                                   | Giappone                                                                | Amichevole                                                              | -                                                                       | 73’                                                                     |
| 5-3-2014                                                                | Tokyo                                                                   | Giappone                                                                | 4 – 2                                                                   | Nuova Zelanda                                                           | Kirin Cup                                                               | -                                                                       | cap.                                                                    |
| 27-5-2014                                                               | Saitama                                                                 | Giappone                                                                | 1 – 0                                                                   | Cipro                                                                   | Amichevole                                                              | -                                                                       | 79’                                                                     |
| 2-6-2014                                                                | Tampa                                                                   | Costa Rica                                                              | 1 – 3                                                                   | Giappone                                                                | Amichevole                                                              | -                                                                       | 61’                                                                     |
| 6-6-2014                                                                | Tampa                                                                   | Giappone                                                                | 4 – 3                                                                   | Zambia                                                                  | Amichevole                                                              | -                                                                       |                                                                         |
| 14-6-2014                                                               | Recife                                                                  | Costa d'Avorio                                                          | 2 – 1                                                                   | Giappone                                                                | Mondiali 2014 - 1º turno                                                | -                                                                       |                                                                         |
| 19-6-2014                                                               | Natal                                                                   | Giappone                                                                | 0 – 0                                                                   | Grecia                                                                  | Mondiali 2014 - 1º turno                                                | -                                                                       |                                                                         |
| 24-6-2014                                                               | Cuiabá                                                                  | Giappone                                                                | 1 – 4                                                                   | Colombia                                                                | Mondiali 2014 - 1º turno                                                | -                                                                       |                                                                         |
| 5-9-2014                                                                | Sapporo                                                                 | Giappone                                                                | 0 – 2                                                                   | Uruguay                                                                 | Kirin Cup                                                               | -                                                                       |                                                                         |
| 9-9-2014                                                                | Yokohama                                                                | Giappone                                                                | 2 – 2                                                                   | Venezuela                                                               | Kirin Cup                                                               | -                                                                       |                                                                         |
| 10-10-2014                                                              | Niigata                                                                 | Giappone                                                                | 1 – 0                                                                   | Giamaica                                                                | Amichevole                                                              | -                                                                       | 88’                                                                     |
| 12-1-2015                                                               | Newcastle                                                               | Giappone                                                                | 4 – 0                                                                   | Palestina                                                               | Coppa d'Asia 2015 - 1º turno                                            | -                                                                       |                                                                         |
| 16-1-2015                                                               | Brisbane                                                                | Iraq                                                                    | 0 – 1                                                                   | Giappone                                                                | Coppa d'Asia 2015 - 1º turno                                            | -                                                                       |                                                                         |
| 20-1-2015                                                               | Melbourne                                                               | Giappone                                                                | 2 – 0                                                                   | Giordania                                                               | Coppa d'Asia 2015 - 1º turno                                            | -                                                                       |                                                                         |
| 23-1-2015                                                               | Sydney                                                                  | Giappone                                                                | 1 – 1 dts (4 – 5 dtr)                                                   | Emirati Arabi Uniti                                                     | Coppa d'Asia 2015 - Quarti di finale                                    | -                                                                       |                                                                         |
| 11-6-2015                                                               | Yokohama                                                                | Giappone                                                                | 4 – 0                                                                   | Iraq                                                                    | Amichevole                                                              | -                                                                       |                                                                         |
| 3-9-2015                                                                | Saitama                                                                 | Giappone                                                                | 3 – 0                                                                   | Cambogia                                                                | Qual. Mondiali 2018                                                     | -                                                                       |                                                                         |
| 8-9-2015                                                                | Teheran                                                                 | Afghanistan                                                             | 0 – 6                                                                   | Giappone                                                                | Qual. Mondiali 2018                                                     | -                                                                       |                                                                         |
| 8-10-2015                                                               | Seeb                                                                    | Siria                                                                   | 0 – 3                                                                   | Giappone                                                                | Qual. Mondiali 2018                                                     | -                                                                       |                                                                         |
| 12-11-2015                                                              | Singapore                                                               | Singapore                                                               | 0 – 3                                                                   | Giappone                                                                | Qual. Mondiali 2018                                                     | -                                                                       |                                                                         |
| 17-11-2015                                                              | Phnom Penh                                                              | Cambogia                                                                | 0 – 2                                                                   | Giappone                                                                | Qual. Mondiali 2018                                                     | -                                                                       |                                                                         |
| 24-3-2016                                                               | Saitama                                                                 | Giappone                                                                | 5 – 0                                                                   | Afghanistan                                                             | Qual. Mondiali 2018                                                     | -                                                                       |                                                                         |
| 29-3-2016                                                               | Saitama                                                                 | Giappone                                                                | 5 – 0                                                                   | Siria                                                                   | Qual. Mondiali 2018                                                     | -                                                                       | 65’                                                                     |
| 3-6-2016                                                                | Toyota                                                                  | Giappone                                                                | 7 – 2                                                                   | Bulgaria                                                                | Kirin Cup                                                               | -                                                                       |                                                                         |
| 7-6-2016                                                                | Suita                                                                   | Giappone                                                                | 1 – 2                                                                   | Bosnia ed Erzegovina                                                    | Kirin Cup                                                               | -                                                                       | 70’                                                                     |
| 15-11-2016                                                              | Tokyo                                                                   | Giappone                                                                | 2 – 1                                                                   | Arabia Saudita                                                          | Qual. Mondiali 2018                                                     | -                                                                       |                                                                         |
| 23-3-2017                                                               | al-'Ayn                                                                 | Emirati Arabi Uniti                                                     | 0 – 2                                                                   | Giappone                                                                | Qual. Mondiali 2018                                                     | -                                                                       |                                                                         |
| 28-3-2017                                                               | Saitama                                                                 | Giappone                                                                | 4 – 0                                                                   | Thailandia                                                              | Qual. Mondiali 2018                                                     | -                                                                       |                                                                         |
| 7-6-2017                                                                | Chōfu                                                                   | Giappone                                                                | 1 – 1                                                                   | Siria                                                                   | Amichevole                                                              | -                                                                       |                                                                         |
| 13-6-2017                                                               | Teheran                                                                 | Iraq                                                                    | 1 – 1                                                                   | Giappone                                                                | Qual. Mondiali 2018                                                     | -                                                                       |                                                                         |
| 31-8-2017                                                               | Saitama                                                                 | Giappone                                                                | 2 – 0                                                                   | Australia                                                               | Qual. Mondiali 2018                                                     | -                                                                       |                                                                         |
| 5-9-2017                                                                | Gedda                                                                   | Arabia Saudita                                                          | 1 – 0                                                                   | Giappone                                                                | Qual. Mondiali 2018                                                     | -                                                                       |                                                                         |
| 6-10-2017                                                               | Nagoya                                                                  | Giappone                                                                | 2 – 1                                                                   | Nuova Zelanda                                                           | Amichevole                                                              | -                                                                       |                                                                         |
| 10-10-2017                                                              | Yokohama                                                                | Giappone                                                                | 3 – 3                                                                   | Haiti                                                                   | Amichevole                                                              | -                                                                       | cap. 46’                                                                |
| 10-11-2017                                                              | Villeneuve-d'Ascq                                                       | Giappone                                                                | 1 – 3                                                                   | Brasile                                                                 | Amichevole                                                              | -                                                                       | cap.                                                                    |
| 14-11-2017                                                              | Bruges                                                                  | Belgio                                                                  | 1 – 0                                                                   | Giappone                                                                | Amichevole                                                              | -                                                                       |                                                                         |
| 23-3-2018                                                               | Liegi                                                                   | Giappone                                                                | 1 – 1                                                                   | Mali                                                                    | Amichevole                                                              | -                                                                       |                                                                         |
| 27-3-2018                                                               | Liegi                                                                   | Giappone                                                                | 1 – 2                                                                   | Ucraina                                                                 | Amichevole                                                              | -                                                                       |                                                                         |
| 30-5-2018                                                               | Yokohama                                                                | Giappone                                                                | 0 – 2                                                                   | Ghana                                                                   | Amichevole                                                              | -                                                                       |                                                                         |
| 8-6-2018                                                                | Lugano                                                                  | Svizzera                                                                | 2 – 0                                                                   | Giappone                                                                | Amichevole                                                              | -                                                                       |                                                                         |
| 19-6-2018                                                               | Saransk                                                                 | Colombia                                                                | 1 – 2                                                                   | Giappone                                                                | Mondiali 2018 - 1º turno                                                | -                                                                       |                                                                         |
| 24-6-2018                                                               | Ekaterinburg                                                            | Giappone                                                                | 2 – 2                                                                   | Senegal                                                                 | Mondiali 2018 - 1º turno                                                | -                                                                       |                                                                         |
| 28-6-2018                                                               | Volgograd                                                               | Giappone                                                                | 0 – 1                                                                   | Polonia                                                                 | Mondiali 2018 - 1º turno                                                | -                                                                       |                                                                         |
| 2-7-2018                                                                | Rostov sul Don                                                          | Belgio                                                                  | 3 – 2                                                                   | Giappone                                                                | Mondiali 2018 - Ottavi di finale                                        | -                                                                       |                                                                         |
| 16-10-2018                                                              | Saitama                                                                 | Giappone                                                                | 4 – 3                                                                   | Uruguay                                                                 | Amichevole                                                              | -                                                                       |                                                                         |
| 9-1-2019                                                                | Abu Dhabi                                                               | Giappone                                                                | 3 – 2                                                                   | Turkmenistan                                                            | Coppa d'Asia 2019 - 1º turno                                            | -                                                                       |                                                                         |
| 13-1-2019                                                               | Abu Dhabi                                                               | Oman                                                                    | 0 – 1                                                                   | Giappone                                                                | Coppa d'Asia 2019 - 1º turno                                            | -                                                                       |                                                                         |
| 21-1-2019                                                               | Sharjah                                                                 | Giappone                                                                | 1 – 0                                                                   | Arabia Saudita                                                          | Coppa d'Asia 2019 - Ottavi di finale                                    | -                                                                       |                                                                         |
| 24-1-2019                                                               | Dubai                                                                   | Vietnam                                                                 | 0 – 1                                                                   | Giappone                                                                | Coppa d'Asia 2019 - Quarti di finale                                    | -                                                                       |                                                                         |
| 28-1-2019                                                               | al-'Ayn                                                                 | Iran                                                                    | 0 – 3                                                                   | Giappone                                                                | Coppa d'Asia 2019 - Semifinale                                          | -                                                                       | 90+4’                                                                   |
| 1-2-2019                                                                | Abu Dhabi                                                               | Giappone                                                                | 1 – 3                                                                   | Qatar                                                                   | Coppa d'Asia 2019 - Finale                                              | -                                                                       |                                                                         |
| 5-6-2019                                                                | Toyota                                                                  | Giappone                                                                | 0 – 0                                                                   | Trinidad e Tobago                                                       | Amichevole                                                              | -                                                                       | 80’                                                                     |
| 5-9-2019                                                                | Kashima                                                                 | Giappone                                                                | 2 – 0                                                                   | Paraguay                                                                | Amichevole                                                              | -                                                                       | 67’                                                                     |
| 10-9-2019                                                               | Yangon                                                                  | Birmania                                                                | 0 – 2                                                                   | Giappone                                                                | Qual. Mondiali 2022                                                     | -                                                                       |                                                                         |
| 10-10-2019                                                              | Saitama                                                                 | Giappone                                                                | 6 – 0                                                                   | Mongolia                                                                | Qual. Mondiali 2022                                                     | 1                                                                       |                                                                         |
| 15-10-2019                                                              | Dushanbe                                                                | Tagikistan                                                              | 0 – 3                                                                   | Giappone                                                                | Qual. Mondiali 2022                                                     | -                                                                       |                                                                         |
| 14-11-2019                                                              | Biškek                                                                  | Kirghizistan                                                            | 0 – 2                                                                   | Giappone                                                                | Qual. Mondiali 2022                                                     | -                                                                       |                                                                         |
| 12-11-2020                                                              | Graz                                                                    | Giappone                                                                | 1 – 0                                                                   | Panama                                                                  | Amichevole                                                              | -                                                                       | 58’                                                                     |
| 28-5-2021                                                               | Chiba                                                                   | Giappone                                                                | 10 – 0                                                                  | Birmania                                                                | Qual. Mondiali 2022                                                     | -                                                                       |                                                                         |
| 11-6-2021                                                               | Kobe                                                                    | Giappone                                                                | 1 – 0                                                                   | Serbia                                                                  | Amichevole                                                              | -                                                                       | cap. 83’                                                                |
| 2-9-2021                                                                | Suita                                                                   | Giappone                                                                | 0 – 1                                                                   | Oman                                                                    | Qual. Mondiali 2022                                                     | -                                                                       |                                                                         |
| 7-9-2021                                                                | Doha                                                                    | Cina                                                                    | 0 – 1                                                                   | Giappone                                                                | Qual. Mondiali 2022                                                     | -                                                                       | 88’                                                                     |
| 7-10-2021                                                               | Jeddah                                                                  | Arabia Saudita                                                          | 1 – 0                                                                   | Giappone                                                                | Qual. Mondiali 2022                                                     | -                                                                       | 90+1’                                                                   |
| 12-10-2021                                                              | Saitama                                                                 | Giappone                                                                | 2 – 1                                                                   | Australia                                                               | Qual. Mondiali 2022                                                     | -                                                                       | 85’                                                                     |
| 11-11-2021                                                              | Hanoi                                                                   | Vietnam                                                                 | 0 – 1                                                                   | Giappone                                                                | Qual. Mondiali 2022                                                     | -                                                                       | 63’                                                                     |
| 16-11-2021                                                              | Mascate                                                                 | Oman                                                                    | 0 – 1                                                                   | Giappone                                                                | Qual. Mondiali 2022                                                     | -                                                                       | 62’                                                                     |
| 27-1-2022                                                               | Saitama                                                                 | Giappone                                                                | 2 – 0                                                                   | Cina                                                                    | Qual. Mondiali 2022                                                     | -                                                                       | 58’                                                                     |
| 1-2-2022                                                                | Saitama                                                                 | Giappone                                                                | 2 – 0                                                                   | Arabia Saudita                                                          | Qual. Mondiali 2022                                                     | -                                                                       | 68’                                                                     |
| 24-3-2022                                                               | Sydney                                                                  | Australia                                                               | 0 – 2                                                                   | Giappone                                                                | Qual. Mondiali 2022                                                     | -                                                                       | 10’ 64’                                                                 |
| 6-6-2022                                                                | Tokyo                                                                   | Giappone                                                                | 0 – 1                                                                   | Brasile                                                                 | Amichevole                                                              | -                                                                       | 81’                                                                     |
| 14-6-2022                                                               | Suita                                                                   | Giappone                                                                | 0 – 3                                                                   | Tunisia                                                                 | Amichevole                                                              | -                                                                       | 52’ 82’                                                                 |
| 27-9-2022                                                               | Düsseldorf                                                              | Giappone                                                                | 0 – 0                                                                   | Ecuador                                                                 | Amichevole                                                              | -                                                                       | 84’                                                                     |
| 17-11-2022                                                              | Dubai                                                                   | Giappone                                                                | 1 – 2                                                                   | Canada                                                                  | Amichevole                                                              | -                                                                       | 67’                                                                     |
| 23-11-2022                                                              | Al Rayyan                                                               | Germania                                                                | 1 – 2                                                                   | Giappone                                                                | Mondiali 2022 - 1º turno                                                | -                                                                       | 57’                                                                     |
| 27-11-2022                                                              | Al Rayyan                                                               | Giappone                                                                | 0 – 1                                                                   | Costa Rica                                                              | Mondiali 2022 - 1º turno                                                | -                                                                       | 46’                                                                     |
| 1-12-2022                                                               | Al Rayyan                                                               | Giappone                                                                | 2 – 1                                                                   | Spagna                                                                  | Mondiali 2022 - 1º turno                                                | -                                                                       | 46’                                                                     |
| 5-12-2022                                                               | Al Wakrah                                                               | Giappone                                                                | 1 – 1 dts (1 – 3 dtr)                                                   | Croazia                                                                 | Mondiali 2022 - Ottavi di finale                                        | -                                                                       | 64’                                                                     |
| 12-7-2025                                                               | Yongin                                                                  | Giappone                                                                | 2 – 0                                                                   | Cina                                                                    | Coppa dell'Asia orientale 2025                                          | -                                                                       | cap.                                                                    |
| Totale                                                                  |                                                                         | Presenze (2º posto)                                                     | 143                                                                     |                                                                         | Reti                                                                    | 4                                                                       |                                                                         |

| Cronologia completa delle presenze e delle reti in nazionale ― Giappone Olimpica | Cronologia completa delle presenze e delle reti in nazionale ― Giappone Olimpica | Cronologia completa delle presenze e delle reti in nazionale ― Giappone Olimpica | Cronologia completa delle presenze e delle reti in nazionale ― Giappone Olimpica | Cronologia completa delle presenze e delle reti in nazionale ― Giappone Olimpica | Cronologia completa delle presenze e delle reti in nazionale ― Giappone Olimpica | Cronologia completa delle presenze e delle reti in nazionale ― Giappone Olimpica | Cronologia completa delle presenze e delle reti in nazionale ― Giappone Olimpica |
| Data                                                                             | Città                                                                            | In casa                                                                          | Risultato                                                                        | Ospiti                                                                           | Competizione                                                                     | Reti                                                                             | Note                                                                             |
| -------------------------------------------------------------------------------- | -------------------------------------------------------------------------------- | -------------------------------------------------------------------------------- | -------------------------------------------------------------------------------- | -------------------------------------------------------------------------------- | -------------------------------------------------------------------------------- | -------------------------------------------------------------------------------- | -------------------------------------------------------------------------------- |
| 7-8-2008                                                                         | Tientsin                                                                         | Giappone                                                                         | 0 – 1                                                                            | Stati Uniti                                                                      | Olimpiadi 2008 - 1º turno                                                        | -                                                                                |                                                                                  |
| 13-8-2008                                                                        | Shenyang                                                                         | Paesi Bassi                                                                      | 1 – 0                                                                            | Giappone                                                                         | Olimpiadi 2008 - 1º turno                                                        | -                                                                                |                                                                                  |
| Totale                                                                           |                                                                                  | Presenze                                                                         | 2                                                                                |                                                                                  | Reti                                                                             | 0                                                                                |                                                                                  |

## Palmarès

### Club
- Coppa J. League: 1

FC Tokyo: 2009
- Coppa Italia: 1

Inter: 2010-2011
- Campionato turco: 2

Galatasaray: 2017-2018, 2018-2019
- Coppa di Turchia: 1

Galatasaray: 2018-2019
- Supercoppa di Turchia: 1

Galatasaray: 2019

### Nazionale
- Kirin Cup: 3

2008, 2009, 2011
- Coppa d'Asia: 1

2011

### Individuale
- Squadra del campionato giapponese: 1

2009
- Giocatore internazionale asiatico dell'anno: 1

2013
- All-Star Team della Coppa d'Asia: 1

2019